# Сафонов Олександр Сергійович
Олекса́ндр Сергі́йович Сафо́нов (нар. 28 листопада 1943 року, Погребище, Вінницька область) — старший диктор Українського телебачення Державної телерадіомовної компанії України, заслужений артист України, народний артист України.

## Життєпис
Етнічний росіянин.
З 1966 по 1972 роки навчався на режисерському факультеті Ленінградського державного інституту культури.
Працював у театральній студії при Київському українському драматичному театрі імені І. Франка та Львівському українському драматичному театрі ім. М. Заньковецької.
З грудня 1967 року диктор на львівський студії телебачення, з грудня 1978 — диктор Державної телерадіомовної компанії України.
З 2009 року прикутий до інвалідного візка через невдалу операцію.

## Почесне звання
- Народний артист України

## Цікаві факти
- Володіє польською мовою.
- Захоплення — робота, подорожі.[1]